# Masato Maegawa
Masato Maegawa (まえがわ まさと?, Maegawa Masato; 1º settembre 1965) è un autore di videogiochi giapponese.
È fondatore e amministratore delegato della Treasure.
Alla fine dei suoi studi nel 1989, venne assunto come programmatore da Konami, per la quale lavorò al porting per Game Boy di Castlevania (1989), e diresse la versione per il NES di Bucky O'Hare (1992).
Nel giugno 1992 fondò, con alcuni suoi colleghi, la società Treasure, tramite la quale realizzò numerose opere videoludiche, a partire da Gunstar Heroes, del 1993.

## Videoludografia
- Castlevania: The Adventure (1989) - Programmatore
- Bucky O'Hare (1992) - Game director, programmatore
- Gunstar Heroes (1993) - Programmatore, supervisore
- McDonald's Treasure Land Adventure (1993) - Programmatore
- Dynamite Headdy (1994) - Programmatore principale
- Yu Yu Hakusho Makyō Tōitsusen (1994) - Programmatore, supervisore
- Alien Soldier (1995) - Programmatore, supervisore
- Light Crusader (1995) - Programmatore
- Guardian Heroes (1996) - Game director, produttore
- Mischief Makers (1996) - Programmatore principale, supervisore
- Silhouette Mirage (1997) - Produttore esecutivo
- Radiant Silvergun (1998) - Produttore esecutivo
- Bangai-O (1999) - Produttore
- Rakugaki Showtime (1999) - Game director
- Silpheed: The Lost Planet (2000) - Game director
- Sin and Punishment (2000) - Produttore
- Ikaruga (2001) - Produttore esecutivo
- Tiny Toon Adventures: Buster's Bad Dream (2002) - Produttore esecutivo
- Hajime no Ippo: The Fighting! (2002) - Produttore
- Astro Boy: The Omega Factor (2003) - Ringraziamenti
- Dragon Drive D-Masters Shot (2003) - Game director
- Wario World (2003) - Produttore
- Gradius V (2004) - Produttore esecutivo
- Advance Guardian Heroes (2005) - Produttore esecutivo
- Gunstar Future Heroes (2005) - Produttore